# Prochładnyj

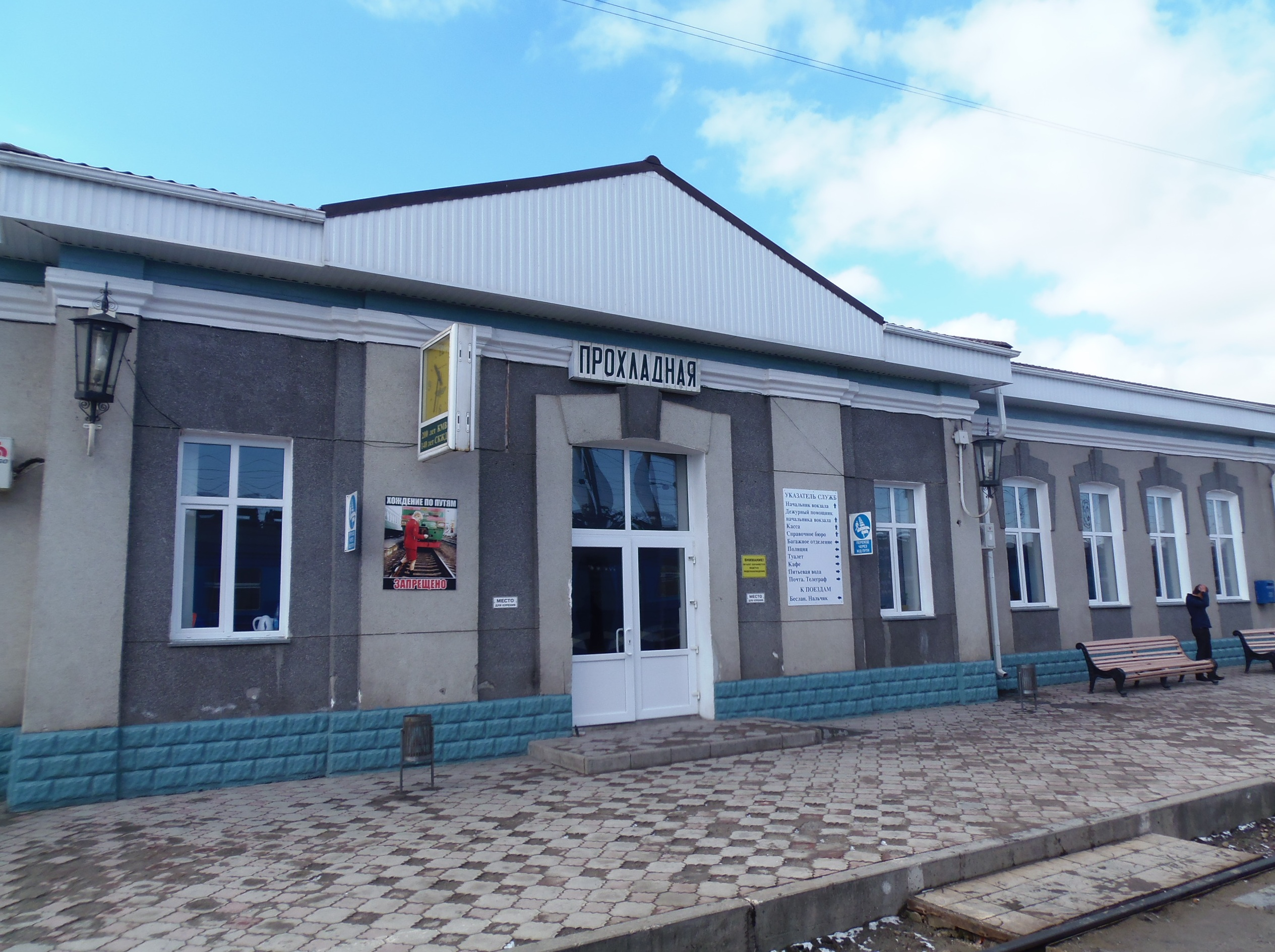
Stacja kolejowa w Prochładnym

Prochładnyj (ros. Прохладный) – miasto w Rosji, w Kabardo Bałkarii. W 2021 roku liczyło ok. 58 tys. mieszkańców.

## Informacje ogólne
Miasto leży na lewym brzegu rzeki Małki. Prochładnyj znajduje się 46 km w linii prostej od Nalczyka.
Jest to drugie pod względem wielkości miasto w Kabardo-Bałkarii (po Nalczyku). Prochładnyj pełni funkcję ośrodka przemysłowego oraz centrum regionu rolniczego.
W mieście rozwinął się przemysł elektrotechniczny oraz spożywczy.

## Historia
Prochładnyj został założony w 1765 roku przez Kozaków jako stanica. W 1937 roku otrzymał prawa miejskie.

## Administracja
Miasto jest centrum administracyjnym rejonu prochładnieńskiego, mimo że nie jest jego częścią. Administracyjne granice miasta wytaczają oddzielny okręg miejski.

## Demografia
W 2002 roku Prochładnyj zamieszkiwali:
- Rosjanie (79,1%)
- Koreańczycy (3,3%)
- Kabardyjczycy (3,1%)
- Ukraińcy (2,5%)
- Turcy (1,8%)
- Niemcy (1,5%)
- Osetyjczycy (0,5%)
- Bałkarzy (0,2%)
- inni (8%)

## Transport
Miasto jest ważnym węzłem komunikacyjnym w regionie. Posiada dworzec kolejowy oraz autobusowy. Istnieje linia autobusowa prowadząca do Akwizgranu w Niemczech.

## Galeria

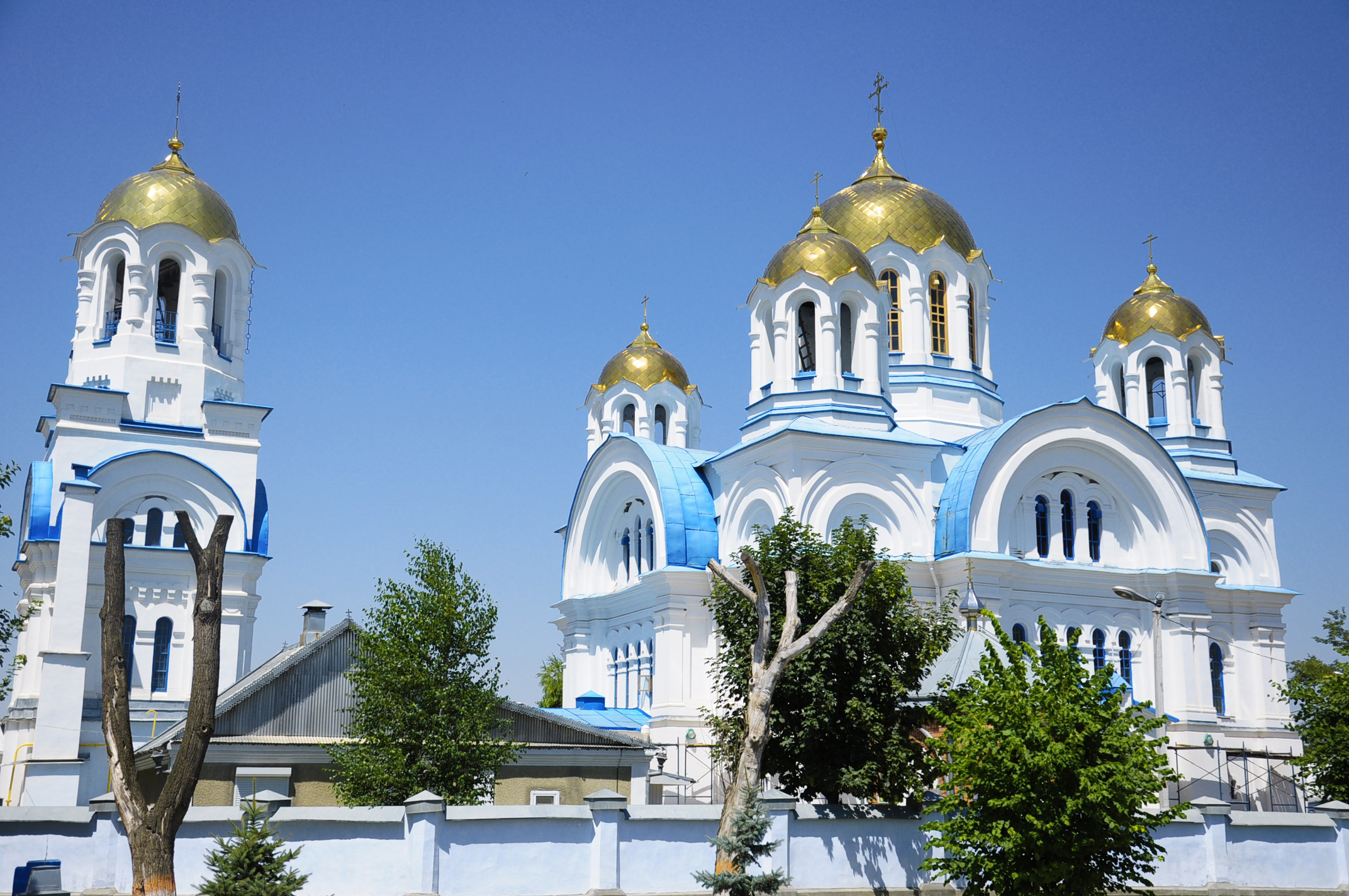
Katedra św. Mikołaja w Prochładnym
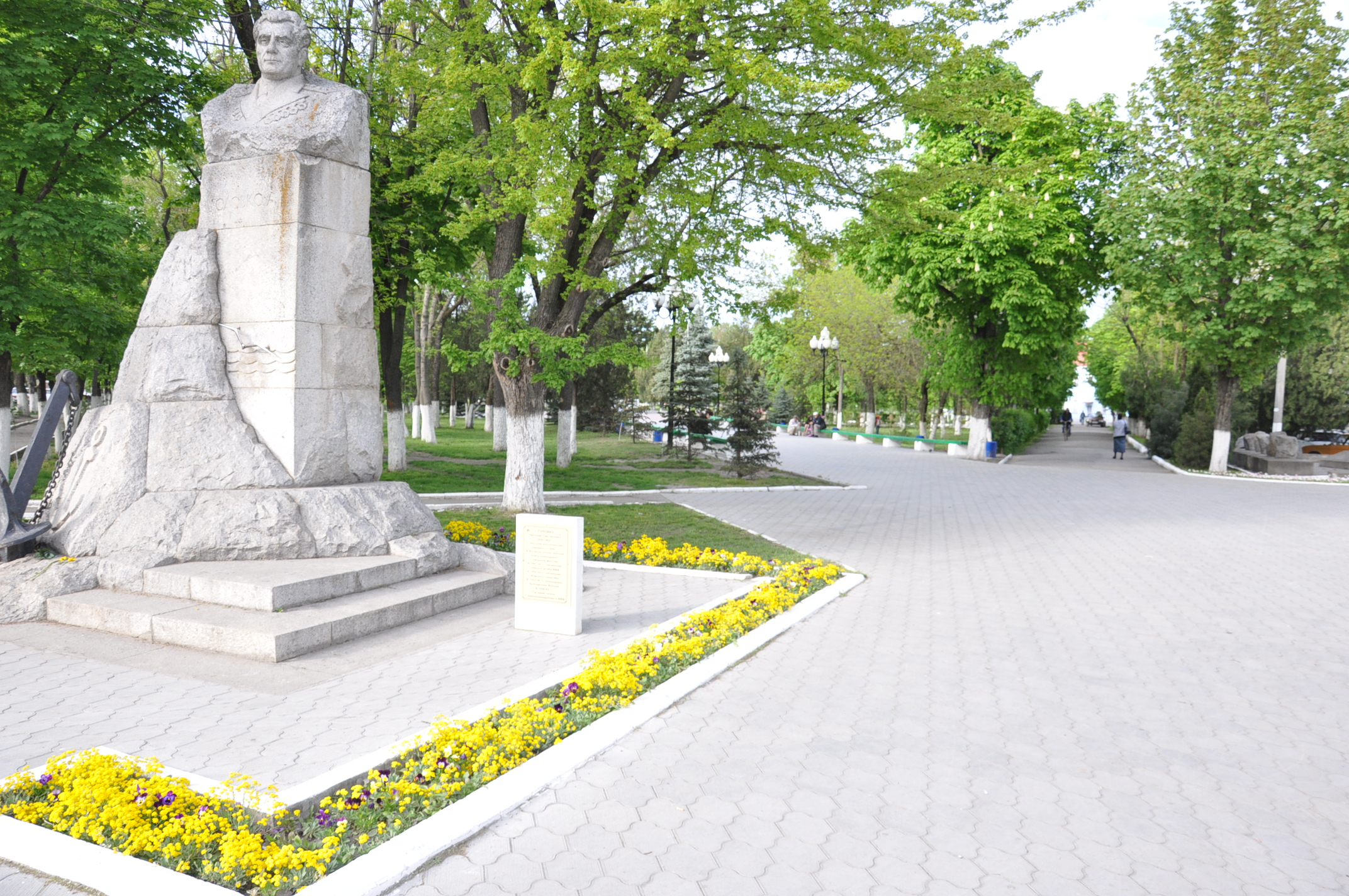
Pomnik Arsienija Gołowki, rosyjskiego oficera marynarki wojennej w Prochładnym
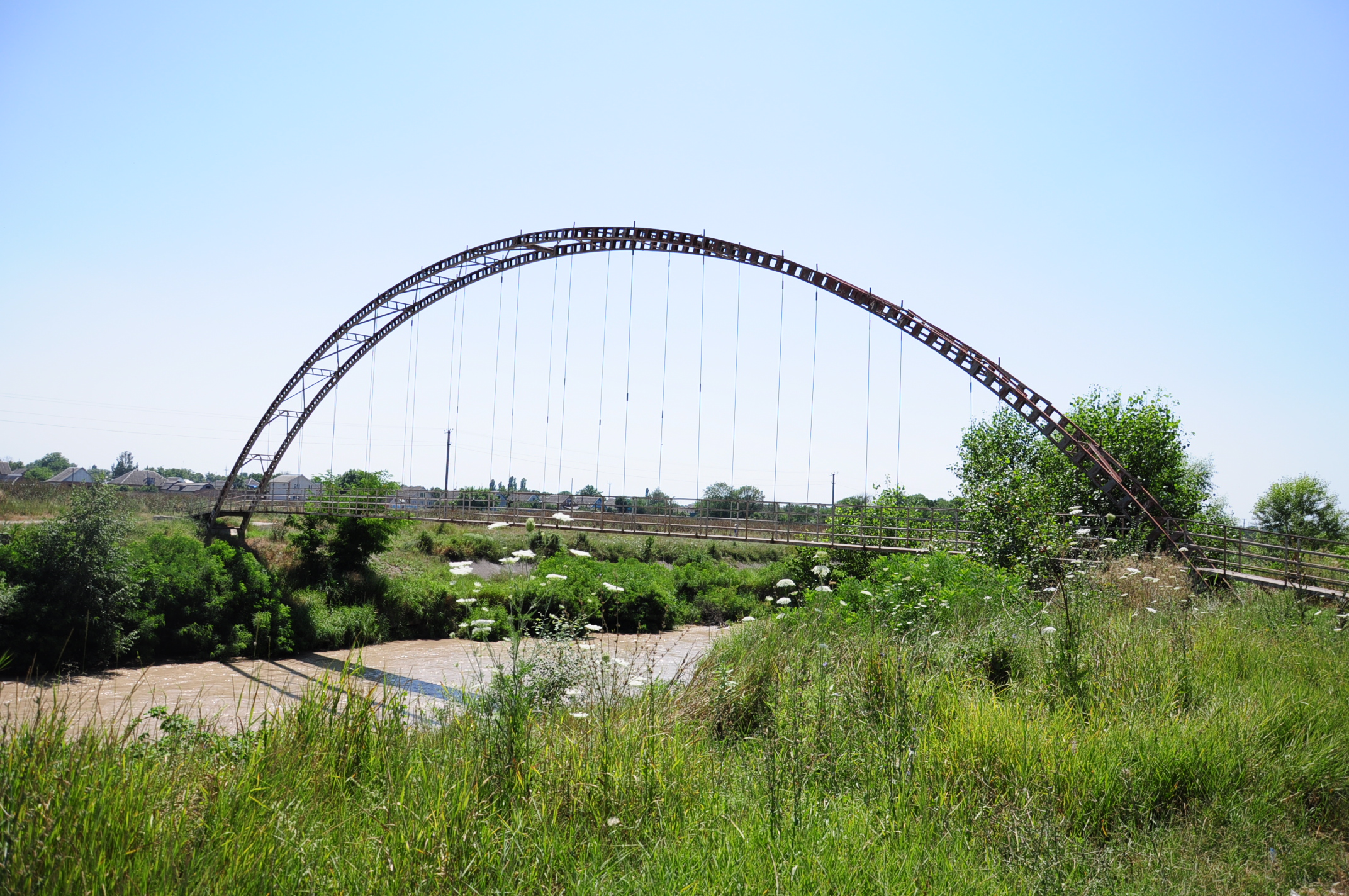
Most na rzece Małce